# کولونیو ال سریو
کولونیو ال سریو (به ایتالیایی: Cologno al Serio) یک کومونه در ایتالیا است که در استان برگامو واقع شده‌است.

## خصوصیات
کولونیو ال سریو ۱۷٫۵ کیلومترمربع مساحت و ۱۰٬۰۰۸ نفر جمعیت دارد و ۱۵۶ متر بالاتر از سطح دریا واقع شده‌است.

## خواهرخوانده
شهرهای اوکمرگه و Gmina Tarnowo Podgórne خواهرخوانده‌های کولونیو ال سریو هستند.